# Вертер, Карл Антон Филипп фон
Карл Антон Филипп фрайхерр фон Вертер (нем. Karl Anton Philipp Freiherr von Werther; 31 января 1809, Кёнигсберг — 8 февраля 1894, Мюнхен) — прусский и германский дипломатический деятель, политик, гехаймрат.

## Биография
Представитель дворянской семьи из Восточной Пруссии. Сын Генриха Вильгельма фон Вертера (1729—1802), министра иностранных дел Пруссии.
Изучал право, с 1830 года — адвокат. В 1832 году принял решение о дипломатической карьере. Служил чиновником МИДа. С 1835 года — секретарь посольства в Гааге. В следующем году — секретарь посла Генриха фон Бюлова в Лондоне. На переговорах во время проведения Лондонской конференции по бельгийскому вопросу часто, особенно в 1839 году, представлял Пруссию вместо больного Бюлова.
В 1836 году король Фридрих Вильгельм III присвоил ему звание камергера.
В 1840 году Вертер был переведен в Париж, где имел возможность внимательно следить за событиями, связанными с кризисом на Востоке. В конце 1841 года послан чрезвычайным посланником в Берне.
В 1842 году был назначен послом в Швейцарии, в 1845 году — в Афинах, в 1849 году — в Копенгагене, в 1854 году — в Санкт-Петербурге, где вёл сложные переговоры по урегулированию отношений между Австрией и Россией по результатам Крымской войны. После заключения Парижского мирного договора 1856 года за заслуги получил в июне 1856 года произведён в действительные тайные советники с почётный титулованием — Превосходительство.
После начала Австро-итало-французской войны в 1859 году отправлен послом в Австрийскую империю, где в 1864 году как представитель Пруссии подписал Венский мирный договор (1864).
Участвовал в переговорах по заключению Германского таможенного союза (1862—1863).
После объявления Австро-прусско-итальянской войны в 1866 г. был отозван из Вены; в августе того же года принимал участие в предварительных переговорах в Никольсбурге и в заключении Пражского мира.
По окончании войны снова возвратился в Вену, а в октябре 1869 года отправился в Париж в качестве посла Пруссии и Северо-Германского союза, кем и оставался до начала Франко-прусской войны 1870—1871 годов.
С 1874 по 1876 г. был послом Германской империи в Константинополе. Благодаря своему опыту во время Крымской войны Вертер считался экспертом по восточным вопросам. До начала русско-турецкой войны в 1877 году занимал пост посла в Османской империи. Представлял Германскую империю на Константинопольской конференции 1876—1877 г.
Весной 1877 года вышел на пенсию и поселился в Мюнхене, где и умер в 1894 году.

## Награды
Королевства Пруссия:

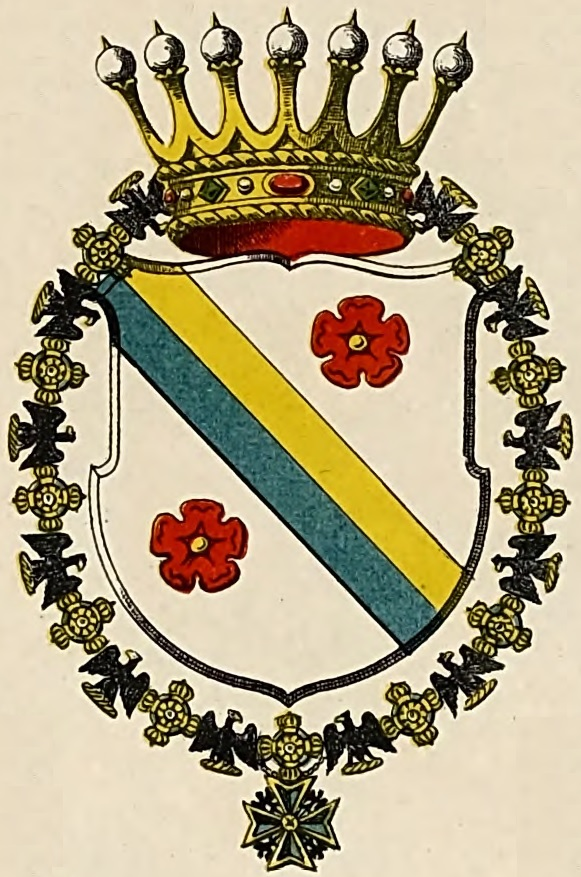
Герб барона Карла Антона фон Вертера с цепью ордена Чёрного орла

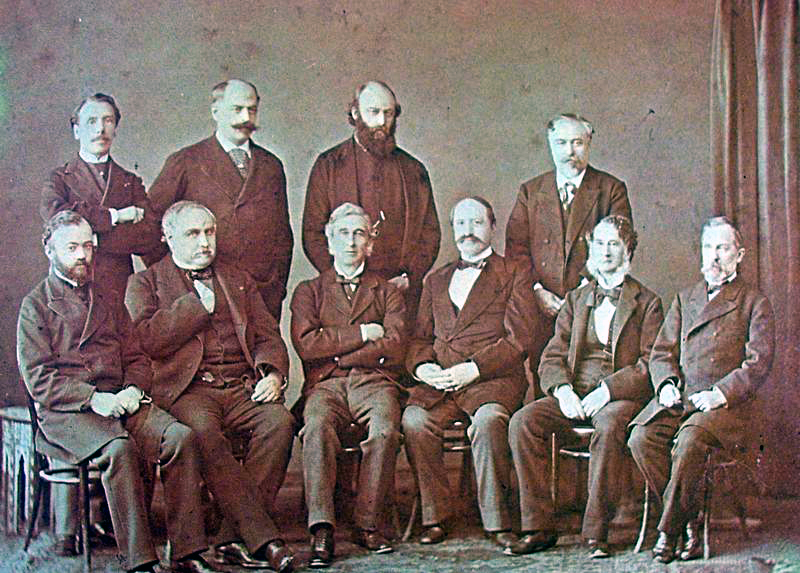
Участники Константинопольской конференции. Барон Вертер сидит второй справа

- Орден Святого Иоанна Иерусалимского почётный кавалер (8 мая 1839, Ehrensritter)[3]
- Орден Красного орла 4-го класса (1844)[4]
- Орден Красного орла 3-го класса с бантом[5]
- Орден Красного орла 2-го класса с дубовыми листьями (1852)[6]; звезда к ордену с дубовыми листьями (1854)[7]
- Орден Красного орла 1-го класса с дубовыми листьями (1862)[8]
- Орден Красного орла большой крест с дубовыми листьями (21 ноября 1864)[9]
- Королевский орден Дома Гогенцоллернов большой командорский крест (1866); звезда к большому командорскому кресту (2 сентября 1871)[10]
- Орден Чёрного орла (3 мая 1877); введён в члены орденского капитула с вручением цепи ордена (24 января 1878)[11]

Российской империи:
- Орден Святой Анны 2-й степени (25 июля 1840)[12][13]
- Орден Святой Анны 1-й степени (1852)
- Орден Белого орла (1858)

Прочие:
- Орден Данеброг большой крест (королевство Дания)
- Орден Спасителя большой крест (королевство Греция)
- Орден Святых Маврикия и Лазаря большой крест (королевство Италия)
- Австрийский Императорский орден Леопольда рыцарский крест (Австро-Венгрия)[14]
- Австрийский Императорский орден Леопольда большой крест (Австро-Венгрия)
- Орден Заслуг герцога Петра Фридриха Людвига большой крест (великое герцогство Ольденбург)
- Орден Османие 1-й степени (Османская империя)